# Pápadereske
Pápadereske là một thị trấn thuộc hạt Veszprém, Hungary. Thị trấn này có diện tích 5,75 km², dân số năm 2010 là 283 người, mật độ 49 người/km².